# Gnamptogenys tortuolosa
Gnamptogenys tortuolosa är en myrart som först beskrevs av Smith 1858.  Gnamptogenys tortuolosa ingår i släktet Gnamptogenys och familjen myror. Inga underarter finns listade i Catalogue of Life.